# (27839) 1994 PX20
A (27839) 1994 PX20 a Naprendszer kisbolygóövében található aszteroida. Eric Walter Elst fedezte fel 1994. augusztus 12-én.